# Situhiang
Situhiang is een bestuurslaag in het regentschap Cianjur van de provincie West-Java, Indonesië. Situhiang telt 6700 inwoners (volkstelling 2010).